# Лауцис, Улдис Вольфгангович
Улдис Вольфгангович Лауцис (29 сентября 1936—3 января 2013) — латвийский организатор здравоохранения и политический деятель, главный врач Валмиерской больницы (1962—1986). Народный депутат СССР от Союза обществ Красного Креста и Красного Полумесяца СССР, руководитель Латвийского Красного Креста (1991—2001).

## Биография
Родился 29 сентября 1936 года в семье Вольфганга Лауха (Volfgang Lauč). Учился на лечебном факультете Рижского медицинского института, а последипломную практику по хирургии продолжил в клинической клинике РМИ.
В 1962 году стал главным врачом Валмиерской районной центральной больницы,  в 1970-1975 годах руководил строительством её новых корпусов, в 1984 году рядом с больницей было построено здание поликлиники.
Весной 1989 года избран народным депутатом СССР  от Союза обществ Красного Креста и Красного Полумесяца СССР. На первом съезде народных депутатов стал членом Комитета Верховного Совета СССР по охране здоровья народа.
Придерживался линии Латвийского народного фронта (1989—1991). 27 августа 1989 года У. Лауцис был одним из тех депутатов, которые подписали письмо протеста против заявления ЦК КПСС от 26 августа о положении в прибалтийских республиках в связи с проведением там акции "Балтийский путь".
С 1991 года председатель ЦК Латвийского общества Красного Креста, с 1993 по 2001 год – президент.
Умер 3 января 2013 года, похоронен на Рижском лесном кладбище.

## Награды и отличия
- Заслуженный врач Латвийской ССР.
- Офицер ордена Трёх звёзд (2010)[3]